# Gregg Brandon
Gregg Brandon (geb. 29. Februar 1956 in Tucson, Arizona, USA) ist ein American-Football-Trainer und ehemaliger -Spieler. Zuletzt war er Head Coach der Cologne Centurions in der European League of Football (ELF).

## Karriere

### Als Spieler
Brandon spielte Football an der Air Academy High School in Colorado Springs, Colorado. Anschließen spielte er im College an der Colorado Mesa University (1974) und der University of Northern Colorado (1975–1977). Er wurde als Defensive Back und als Wide Receiver eingesetzt. Er schloss sein Studium 1978 mit einem Bachelor-Abschluss in Erziehungswissenschaften ab.

### Als Trainer
Brandon begann seine Trainerkarriere 1978 als Head Coach an der Ellicott High School in Colorado. 1981 ging er an die Weber State University, wo er über sechs Jahre verschiedene Positionsgruppen trainierte, unter anderem Tight Ends und Special Teams. Von 1987 bis 1990 trainierte er die Wide Receiver an der University of Wyoming. In dieser Zeit konnten Wyoming Cowboys drei Bowl-Spiele erreichen.
Nach einem Jahr als Linebacker-Coach an der Utah State ging Brandon an die Northwestern University. Dort trainierte er für sieben Jahre die Wide Receiver der Northwestern Wildcats. Die letzte beiden Jahre war er zudem für das Recruiting zuständig. Es folgten zwei Jahre an der University of Colorado Boulder, wo er die Wide Receiver und Kickoff Returner trainierte sowie je ein Jahr für das Rekruting und für das Pass-Spiel der Colorado Buffaloes zuständig war.
2001 begann Brandon eine Stelle als Offensive Coordinator (OC) und Assistant Head Coach der Bowling Green Falcons, einem Division-I-FBS-Team. Nachdem Head Coach Urban Meyer das Team verlassen hatte, wurde Brandon dessen Nachfolger. Bereits in seinem ersten Jahr zogen die Falcons in das Finale der Mid-American Conference ein und konnten zudem den Motor City Bowl gewinnen. 2004 gewann man den GMAC Bowl, in dem man auch im Jahr 2007 wieder einzog. Nach einer enttäuschenden Saison 2008 wurde Brandon entlassen. Insgesamt hatte er in sechs Jahren als Head Coach 44 Siege bei 30 Niederlagen zu verzeichnen.
Brandon übernahm für ein Jahr das Amt des Offensive Coordinators an der University of Virginia. In der Saison 2010 trainierte er die Tight Ends der Las Vegas Locomotives, eines Teams der Profiliga United Football League. 2011 kehrte er zu Wyoming zurück und agierte zwei Jahre als OC und Quarterback Coach. Dieselbe Position hatte er anschließend an der New Mexico State University inne.
Ab 2015 war Brandon Head Coach an der Colorado School of Mines. Er führte das Division-II-Team erstmals in der Geschichte des Colleges in das nationale Halbfinale der Division II, gewann in sieben Jahren vier Mal die Meisterschaft der Rocky Mountain Athletic Conference und kam insgesamt auf 59 Siege bei 15 Niederlagen. Im Jahr 2021 soll er in einem Hörsaal, in dem gerade ein Bauingenieursvorlesung stattfand, die Dozentin und deren Studierende mit einer Pfeife und lauten Schreien zum Verlassen aufgefordert haben. Er behielt zwar sein Amt, kündigte aber im Januar 2022 seinen Rücktritt an.
Im November 2023 stellten die Cologne Centurions Brandon als neuen Head Coach für die Saison 2024 vor. Nach dem siebten Spieltag trat er aus gesundheitlichen Gründen zurück.